# 사람에게는 얼마만큼의 땅이 필요한가
《사람에게는 얼마만큼의 땅이 필요한가?》(러시아어: Много ли человеку земли нужно? 므노고 리 첼로베쿠 제믈리 누즈노[*])는 1886년 출판된 레프 톨스토이의 단편 소설로, 톨스토이는 본 작품을 통해 인간의 욕심과 그로 인한 파멸을 경고하였다.

## 줄거리

### 1장
농촌에서 검소한 삶을 꾸려나가는 농부 파홈과 그의 아내는 도시에서 상인으로 활동하는 아내의 자매와 대화를 나눈다. 아내의 자매는 도시에서의 삶이 얼마나 좋은 지를 자랑하지만 이를 못마땅하게 여긴 파홈의 아내는 농민의 삶을 찬양하고 상인의 삶을 비하하여 두 사람 간에 작은 말다툼이 일어난다. 대화를 듣던 파홈은 넓은 땅만 있다면 악마조차도 두렵지 않다고 주장했고 난로 뒤에서 이를 엿듣던 악마는 땅과 목숨을 건 내기를 준비한다.

### 2장
마을 근처에 위치한 농민들이 공동으로 이용하는 농지의 관리인은 작은 실수에도 벌금을 부여했는데, 이로 인해 파홈은 어려움을 겪었다. 그러던 중 농지의 지주가 농지를 매각한다는 소식이 들려오고, 농민들은 농지를 나누어 구매하기로 한다. 파홈도 이에 따라 농지를 구입했고, 완전히 자신의 것이 된 농지에서 농작물을 수확하며 행복을 느낀다.

## 참고 문헌
- 레프 니콜라예비치 톨스토이 (2018년 12월 12일). 《사람에게는 얼마만큼의 땅이 필요한가?》. 번역 홍순미. 써네스트. ISBN 9791186430828.